# Agrius intermedia
Agrius intermedia är en fjärilsart som beskrevs av Tutt 1904. Agrius intermedia ingår i släktet Agrius och familjen svärmare. Inga underarter finns listade i Catalogue of Life.